# Cercospora moravica
Cercospora moravica är en svampart som först beskrevs av Franz Petrak, och fick sitt nu gällande namn av U. Braun 1993. Cercospora moravica ingår i släktet Cercospora och familjen Mycosphaerellaceae.   Inga underarter finns listade i Catalogue of Life.